# Aleksandr Potapow (szachista)
Aleksandr Jurjewicz Potapow, ros. Александр Юрьевич Потапов (ur. 5 stycznia 1969) – rosyjski szachista, arcymistrz od 2004 roku.

## Kariera szachowa
W 1995 podzielił II miejsce (za Petrem Habą, wspólnie m.in. z Jakowem Meisterem) w otwartym turnieju w Czeskich Budziejowicach. W 2001 podzielił I miejsce (z Aleksiejem Pridorożnym) w mistrzostwach Uralskiego Okręgu Federalnego, rozegranych w Orsku. Normy na tytuł arcymistrza wypełnił w 2003, na turniejach w Ałuszcie (I m.), Pardubicach i Nojabr´sku (dz. I m. wspólnie z Jewhenem Mirosznyczenką i Jurijem Jakowiczem). W 2005 zwyciężył w Ołomuńcu (wspólnie z Konstantinem Szanawą) oraz Nojabr´sku (wspólnie z Ołeksandrem Kowczanem), natomiast w 2007 zajął II miejsce (za Wiktorem Kuzniecowem) w Salechardzie.
Najwyższy wynik rankingowy w karierze osiągnął 1 stycznia 2004; mając 2530 punktów, dzielił wówczas 76 i 77. miejsce wśród rosyjskich szachistów.